# Lübeck
Lübeck, eventualmente aportuguesado como Lubeca ou Lubeque, é uma cidade do norte da Alemanha localizada no estado de Eslésvico-Holsácia.

É uma cidade independente (Kreisfreie Städte) ou distrito urbano (Stadtkreis), ou seja, possui estatuto de distrito (kreis).
Fundada em 1143 pelo Conde Adolfo II da Holsácia, Lübeck tem sua área ocupada desde o século I a.C.. Sua arquitetura consagrada foi reconhecida pela UNESCO, que a declarou Patrimônio Histórico da Humanidade. A estrutura básica da cidade hanseática, consistindo principalmente em residências patrícias dos séculos XV e XVI, monumentos públicos (como o famoso portão de tijolo Holstentor), igrejas (como a de Santa Catarina) e armazéns de sal, permanece inalterada. Fazia parte da famosa Liga Hanseática, tendo ainda o seu nome oficial em alemão como Hansestadt Lübeck (Cidade Hanseática de Lübeck).
Foi refundada em 1158 por Henrique, o Leão, devido um incêndio
Possui ainda um dos maiores portos da Alemanha, em Travemünde, sendo o maior do Mar Báltico, ao qual se acede pela Baía de Lübeck.
O bombardeamento de Lübeck, na Segunda Guerra Mundial fez com que os sinos da Igreja de Santa Maria caíssem sobre o pavimento rochoso do templo.
Thomas Mann (1875—1955), Prémio Nobel da Literatura de 1929, nasceu em Lübeck.